# توني إيفانز (لاعب كرة قدم)
توني إيفانز (بالإنجليزية: Tony Evans)‏ (14 مارس 1960 بكولشيستر في المملكة المتحدة - ) هو لاعب كرة قدم بريطاني في مركز الوسط. لعب مع كولتشستر يونايتد وKongsvinger IL Toppfotball ‏.

## وصلات خارجية
- توني إيفانز على موقع قاعدة بيانات كرة القدم.إي يو (الإنجليزية)